# マッチスティック・メン
『マッチスティック・メン』（原題: Matchstick Men）は、2003年に公開されたアメリカ映画。リドリー・スコットが監督を務め、エリック・ガルシアの同名小説を原作にしている。配給はワーナー・ブラザース。PG-12指定。

## ストーリー
詐欺師のロイ・ウォラーは強迫性障害を患っており、潔癖症などの症状が現れていた。ある日、常用している薬を誤って全て紛失した上に、薬の入手先である売人が夜逃げして連絡がつかなくなり、まともに日常生活が送れない状態に陥ってしまう。電話に出ないロイの家を訪ねた相棒のフランクは、彼に精神分析医のクラインを紹介する。
クラインを訪ねたロイは早々に薬を要求するも、クラインは「薬は処方するが、患者と話してからだ」と譲らず、ロイの状態や女性関係を確認する。ロイは10年以上前に離婚して以来連絡を取っていない元妻ヘザーのことを語り、彼女が当時妊娠していた子供がどうなったのか気になり始めるが、自ら確かめることはできなかった。ロイに頼まれてヘザーと連絡を取ったクライン曰く、ヘザーは会うことを拒んだが、彼女とロイの娘アンジェラは父親と会うことを望んでいるという。
ロイは意を決して14歳になったアンジェラと会い、気さくな彼女との接し方に戸惑うものの、娘と会えたことに喜びを隠せないでいた。一連の出来事からフランクに恩義を感じたロイは、彼から持ちかけられていた大きな詐欺の実行を決意する。ロイがターゲットのチャックと接触するため出かけようと準備していると、家出したというアンジェラが訪ねてくる。ロイはアンジェラを自宅に残して夜のクラブへと出向くが、一方のアンジェラは煙草を吸うなどしながら家中を物色していた。
翌日、アンジェラに振り回されながらもロイは幸せな1日を過ごすが、次の日は詐欺の準備のため自宅を離れたところアンジェラが外出しており、帰ってきたのは辺りが暗くなってからだった。ロイがその行動を咎めると口論になり、隠し持っている銃と金について質問されてしまう。ロイが詐欺師であることを告白すると、アンジェラは詐欺を教えてほしいと頼んでくる。頑なに拒否するロイだったが、そのしつこさに根負けして一度だけ詐欺を教えると約束したところ、アンジェラは小さな詐欺を見事に成功させる。ロイはアンジェラとの交流によって症状の改善を自覚するほど回復していた。
アンジェラと共に外出し楽しく過ごすロイだが、フランクからの連絡でチャックが予定より早く街を離れることが分かり、急遽最終段階に挑むことになってしまう。困り果てたロイはその場にいたアンジェラを同行させ、貸し金庫に寄って急ごしらえながらも準備を整え空港に向かうと、用意できなかった仲間の役割をアンジェラに与えて作戦を決行する。作戦は上手くいったかに思えたが、車に乗り移動し始めたところで詐欺に気付いたチャックが現れ、逃走を妨害してきた。なんとか振り切ったロイは合流したフランクの不手際を責めて口論になり、やがてチャックが警察に駆け込んだ場合の話に至る。「前科がないから大丈夫だ」と主張するロイだが、アンジェラに補導歴があることが判明すると、奪った金をフランクに渡してアンジェラを送り届ける。ロイはアンジェラに街を離れることを告げるが、言葉のあやから喧嘩別れとなってしまう。
消沈するロイは連絡してきたフランクと会おうとするが、処方された薬が切れていることに気付く。クラインとは連絡が取れず、薬を入手しようと包装シートを持って薬局を頼ったところ、飲んでいたのはただのサプリメントだと発覚する。なんとか会うことができたクラインを問い詰めると、彼曰くロイに薬は必要なく、アンジェラとの交流を続けることが大事だという。ロイはアンジェラに謝罪し、詐欺から足を洗うことを決める。しかし、夕食を共にしたアンジェラを連れて自宅に戻るとチャックが待ち構えており、傍には痛めつけられた様子のフランクもいた。ロイに銃を突きつけるチャックは有り金を渡すように脅した上で、詐欺を続けて稼ぎの半分を納めることを要求してくる。チャックの指示でアンジェラが金を取りに行くと、戻ってきた彼女は手に銃を持っており、弾みでチャックを撃ってしまう。ロイはアンジェラをフランクに託すとモーテルに潜伏するよう指示し、重傷のチャックを運び出すため現場に戻るが、背後から男に殴られて気を失う。
ロイが目を覚ますと病院らしき部屋のベッドの上で、2人の刑事からフランクやアンジェラの行方を尋ねられる。銃の指紋からアンジェラが疑われていることを知ったロイはクラインを呼ぶように求め、彼にアンジェラの潜伏先と貸し金庫の暗証番号を伝える。誰もいなくなった部屋で暑さに不快感を覚えたロイが外に出ると、そこはビルの屋上に設置された小屋だった。向かったクラインの家はもぬけの殻で、自宅には金の代わりにフランクからの手紙が残され、貸し金庫にはほんの僅かな金しか残っていない。最後の望みをかけてヘザーを訪ねると、彼女との子供は流産していたことを知らされる。泣き崩れたロイはそのまま笑い出し、心配するヘザーに「もう大丈夫だ」と答える。
1年後、ロイはカーペットの販売店で店長をしていた。来店した男性客に接客していると、遅れてやってきた恋人はあのアンジェラであり、その場に険悪な空気が漂う。アンジェラが「車に財布を忘れた」と彼氏に取りに行かせると、2人は世間話を始める。ロイはフランクに金を持ち逃げされたというアンジェラの謝罪を受け入れ、一緒に過ごした日々をいい思い出だと語り合う。アンジェラは本名を明かそうとするが、ロイが「知ってる」と答えると彼をパパと呼び、幸せそうに去っていく。自宅に帰ったロイは新しい妻を背後から抱きしめた後、彼女の膨らんだお腹に耳を当て、幸せをかみ締める。

## キャスト
※括弧内は日本語吹替
- ロイ・ウォラー - ニコラス・ケイジ（大塚明夫）
- フランク・マーサー - サム・ロックウェル（藤原啓治）
- アンジェラ - アリソン・ローマン（小笠原亜里沙）
- Dr.クライン - ブルース・アルトマン（英語版）（屋良有作）
- チャック・フレシェット - ブルース・マッギル（沢木郁也）
- シェーファー夫人 - ジェニー・オハラ（竹村叔子）
- シェーファー氏 - スティーヴ・イースティン（英語版）（広瀬正志）
- ランドリーの女性 - ベス・グラント
- キャシー - シーラ・ケリー（野沢由香里）
- ヘザー - メローラ・ウォルターズ（クレジットなし）

## スタッフ
- 監督：リドリー・スコット
- 製作：ショーン・ベイリー、テッド・グリフィン、ジャック・ラプケ（英語版）、リドリー・スコット、スティーヴ・スターキー
- 製作総指揮：ロバート・ゼメキス
- 原作：エリック・ガルシア 『マッチスティック・メン』
- 脚本：ニコラス・グリフィン、テッド・グリフィン
- 音楽：ハンス・ジマー
- 撮影：ジョン・マシソン
- 編集：ドディ・ドーン（英語版）
- 美術：トム・フォデン
- 衣装デザイン：マイケル・カプラン

## 評価
レビュー・アグリゲーターのRotten Tomatoesでは186件のレビューで支持率は82%、平均点は7.10/10となった。Metacriticでは38件のレビューを基に加重平均値が61/100となった。